# Dorfkirche Fürstlich Drehna

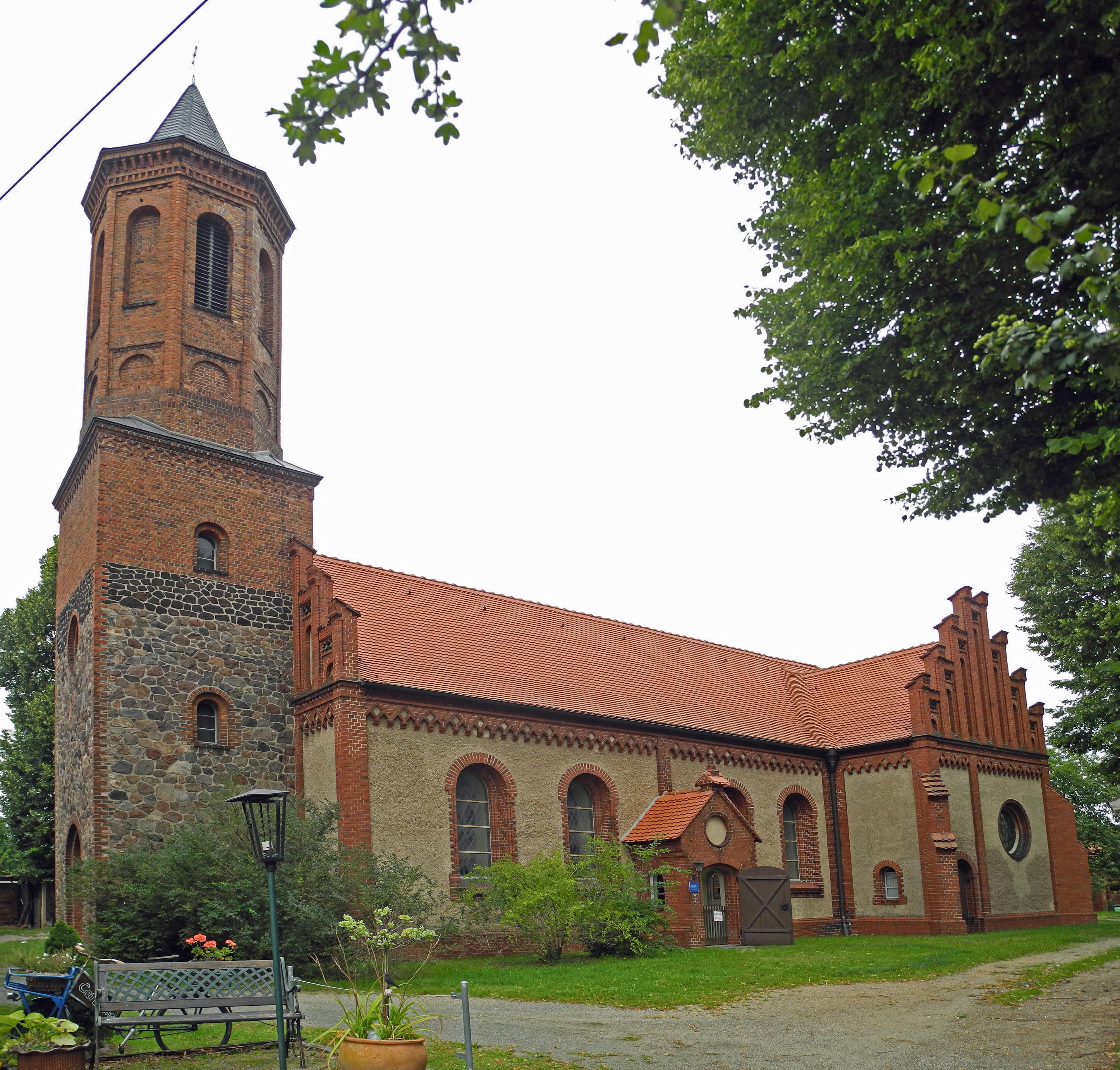
Dorfkirche Fürstlich Drehna (2017)

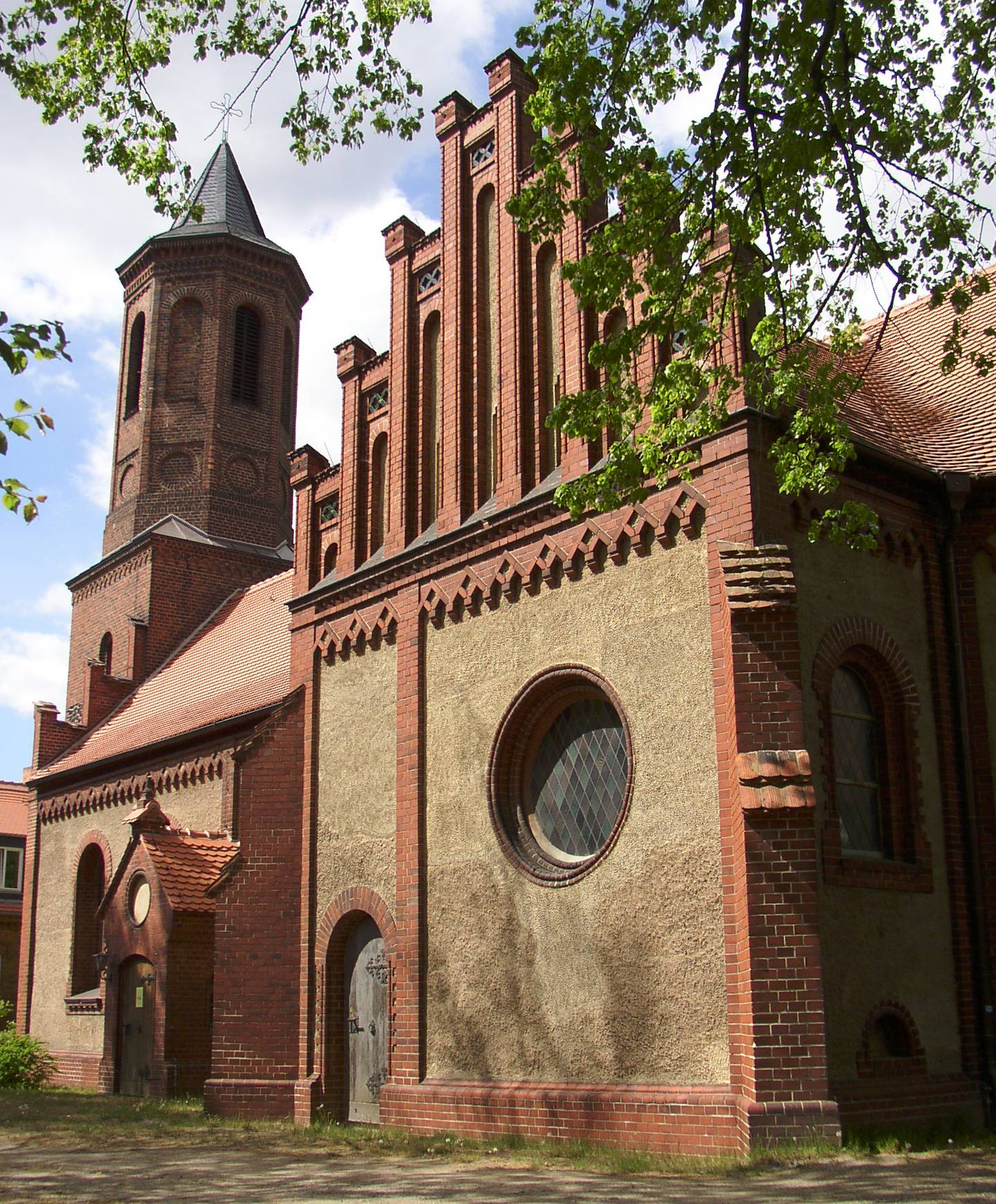
Ansicht der südlichen Vorhalle (2007)

Die evangelische Dorfkirche Fürstlich Drehna ist eine neugotische Saalkirche in Fürstlich Drehna, einem Ortsteil der Stadt Luckau im Landkreis Dahme-Spreewald im Land Brandenburg. Die Kirchengemeinde gehört zum Kirchenkreis Niederlausitz der Evangelischen Kirche Berlin-Brandenburg-schlesische Oberlausitz.

## Lage
Die Alte Luckauer Straße führt von Norden, die Alte Calauer Straße von Osten auf den Ortskern zu. Die Kirche steht nordöstlich der Kreuzung auf einem Grundstück, das mit einer Mauer eingefriedet ist.

## Geschichte
Über die Anfänge der Kirche ist bislang nicht viel bekannt. Das Dehio-Handbuch äußert sich nur vage, indem es von einem spätmittelalterlichen Bau spricht. Die Kirche könnte also in der Zeit von der Mitte des 13. bis zum Anfang des 16. Jahrhunderts erbaut worden sein. Das Kirchenpatronat in der Region lag bei denen von Minckwitz, deren Stammreihe ab 1397 genannt wird. Sie bauten auch das in der Nähe gelegene Wasserschloss Fürstlich Drehna im Jahr 1560 zu einer Vierflügelanlage um. In dieser Zeit zwischen 1400 und 1500 dürfte die Kirche demnach errichtet worden sein. Ähnlich äußert sich auch das Brandenburgische Landesamt für Denkmalpflege und Archäologische Landesmuseum, das in seiner Denkmaldatenbank das 15. Jahrhundert als Bauzeit angibt.
Im 19. Jahrhundert hielt die Reederfamilie Wätjen aus Bremen das Kirchenpatronat inne. Unter der Leitung von Johannes Carl Wätjen erfolgte eine umfangreiche Veränderung des Bauwerks. Er ließ den Chor neu errichten und die Querarme verbreitern. Im Zweiten Weltkrieg brannte die Kirche in den letzten Kriegstagen 1945 vollständig aus, wurde von der Kirchengemeinde jedoch in den 1950er Jahren wiederaufgebaut. Der ehemals spitze Turm erhielt dabei jedoch 1951 eine einfachere Form. Von 2001 und 2010 erfolgte eine umfassende Sanierung.

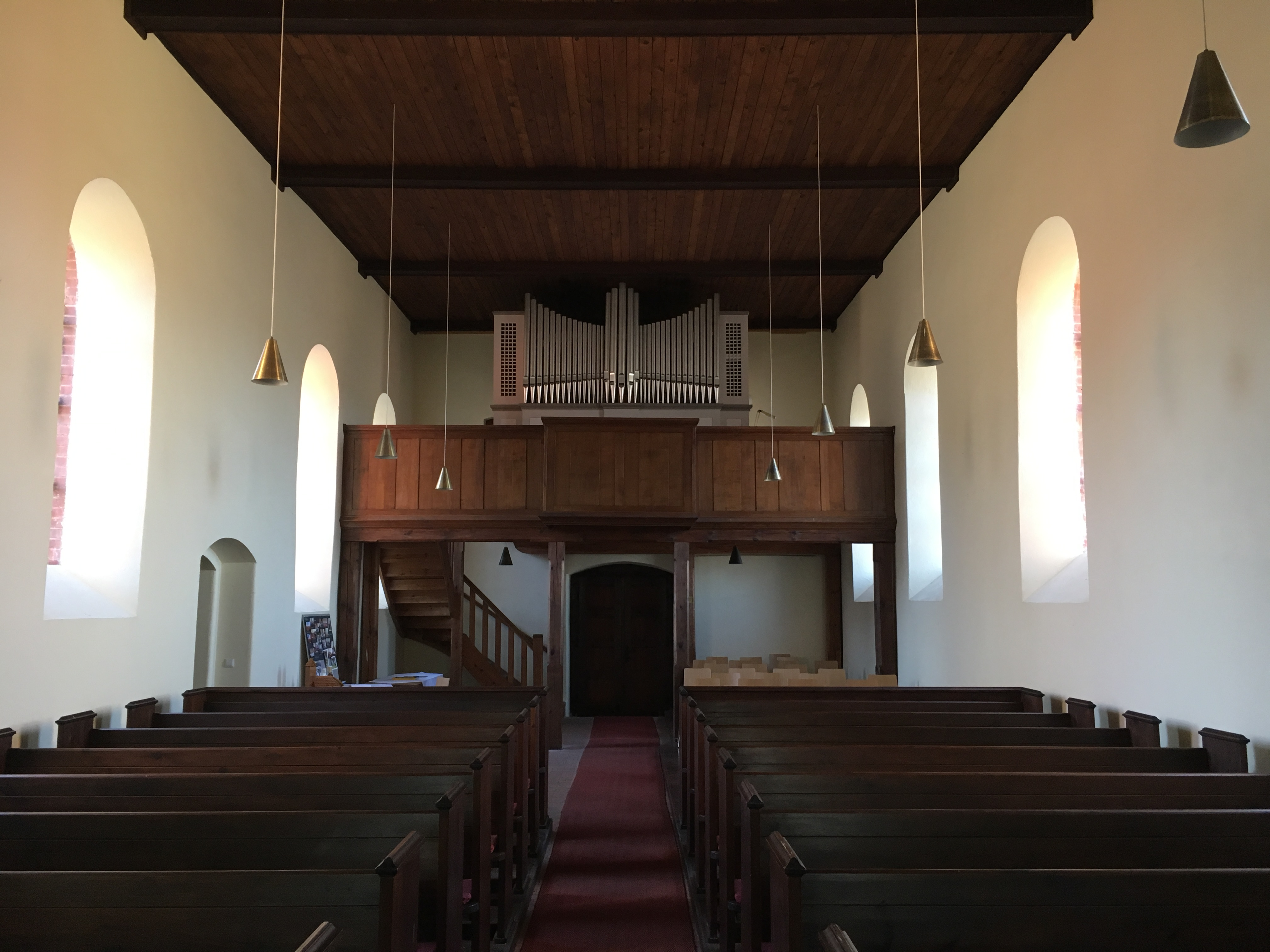
Empore mit der 2009 beschafften Orgel

Das BLDAM stellte während der Sanierung 2002 fest, dass sich unter dem Putz im Langhaus ein spätmittelalterliches Mischmauerwerk aus Raseneisenstein und Mauersteinen befand. Die Experten fanden weiterhin an den Langhauswänden je eine zugesetzte Fensteröffnung, die aus der Bauzeit stammte. Aus einer vertikalen Baunaht im westlichen Bereich des Langhauses schlossen die Experten, dass das Langhaus entweder unmittelbar nach seiner Erbauung oder zu einem späteren Zeitpunkt nach Westen hin erweitert wurde. 2009 kaufte die Kirchengemeinde der Hospitalkirche in Dahme/Mark eine Orgel ab.

## Baubeschreibung

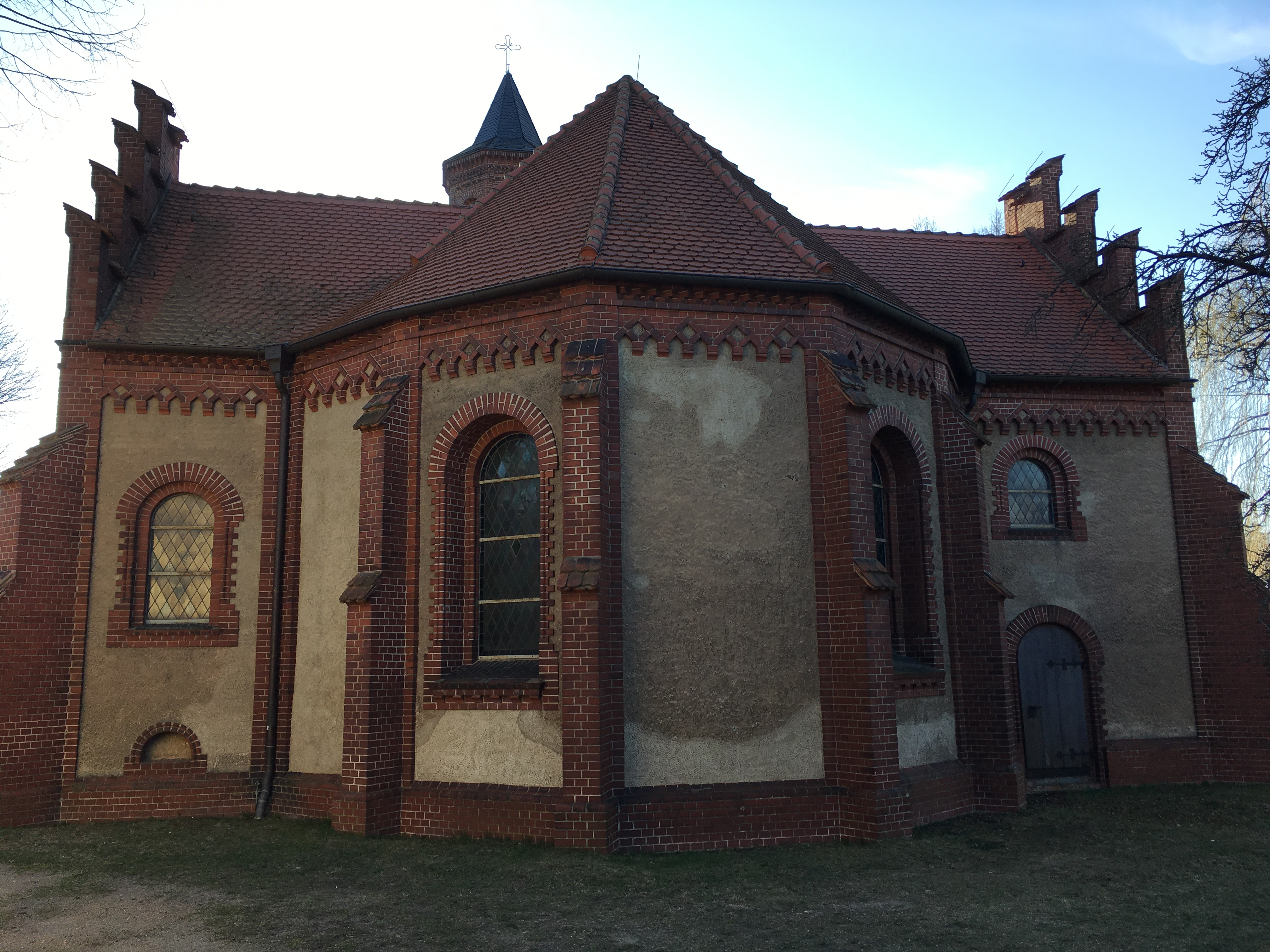
Ansicht von Osten (2018)

Das Bauwerk wurde im Wesentlichen aus Mauersteinen errichtet, die flächig verputzt wurden. Der Chor ist nicht eingezogen und hat einen Fünfachtelschluss. Während die Scheitelwand geschlossen ist, befindet sich in den beiden angrenzenden Feldern je ein großes Rundbogenfenster mit einem Gewände aus Mauerstein. Dazwischen ist je ein zweifach getreppter Strebepfeiler sowie am Übergang zum Dachfirst ein nach unten geöffneter Zahnfries aus rötlichem Mauerstein. Das Dach ist mit Biberschwanz gedeckt.
Das Kirchenschiff hat einen rechteckigen Grundriss und besitzt im Anschluss an den Chor je einen Querarm. Der östliche Querarm ist an seiner Südwand nochmals mit einer Lisene gegliedert. Sie teilt die Wand zu 1/3 in einen linken Bereich mit einer Rundbogenpforte und zu 2/3 in einen Bereich mit einem Ochsenauge. An der Westwand ist ein kleines, tief gesetztes Rundbogenfenster; an der Ostwand ein großes, zweifach getrepptes Rundbogenfenster mit einer darunter befindlichen, halbkreisförmigen Blende. Der westliche Querarm kann durch eine Rundbogenpforte von Osten her betreten werden; darüber ist ein Rundbogenfenster. Beide Querarme sind mit reichhaltigen Blendengiebeln und Fialen verziert. Das verbleibende Langhaus ist mit einer mittig angebrachten Lisene optisch unterteilt. Links und rechts sind je zwei große Rundbogenfenster. An der Südseite ist mittig ein kleiner rechteckiger Vorbau mit einer Rundbogenpforte, darüber eine kreisförmige Blende. Sie dient als Hauptzugang zum Gebäude. Die Westwand des Kirchenschiffs ist schlicht; der Giebel ebenfalls mit Blenden und Fialen geschmückt.
Der Westturm ist stark eingezogen und quadratisch. Er wurde im unteren Bereich aus Raseneisensteinen errichtet, die nicht behauen und nur wenig lagig geschichtet wurden. An der Nordseite sind zwei kleine, übereinander angeordnete Rundbogenfenster. An der Südseite ist hiervon nur noch das obere erhalten geblieben; das untere ist zugesetzt. Oberhalb ist an der Westfassade ein weiteres, kreisförmiges Fenster. Darüber wechselt das Baumaterial – die Handwerker verwendeten von nun an Mauerstein und errichteten ein weiteres Geschoss mit je einem kleinen Rundbogenfenster an der Nord- und Südseite. Darüber ist eine achteckige Turmhaube mit je einer kreisförmigen Blende, darüber eine rundbogenförmige Klangarkade. Der Turmhelm schließt mit einem Kreuz ab.

## Ausstattung

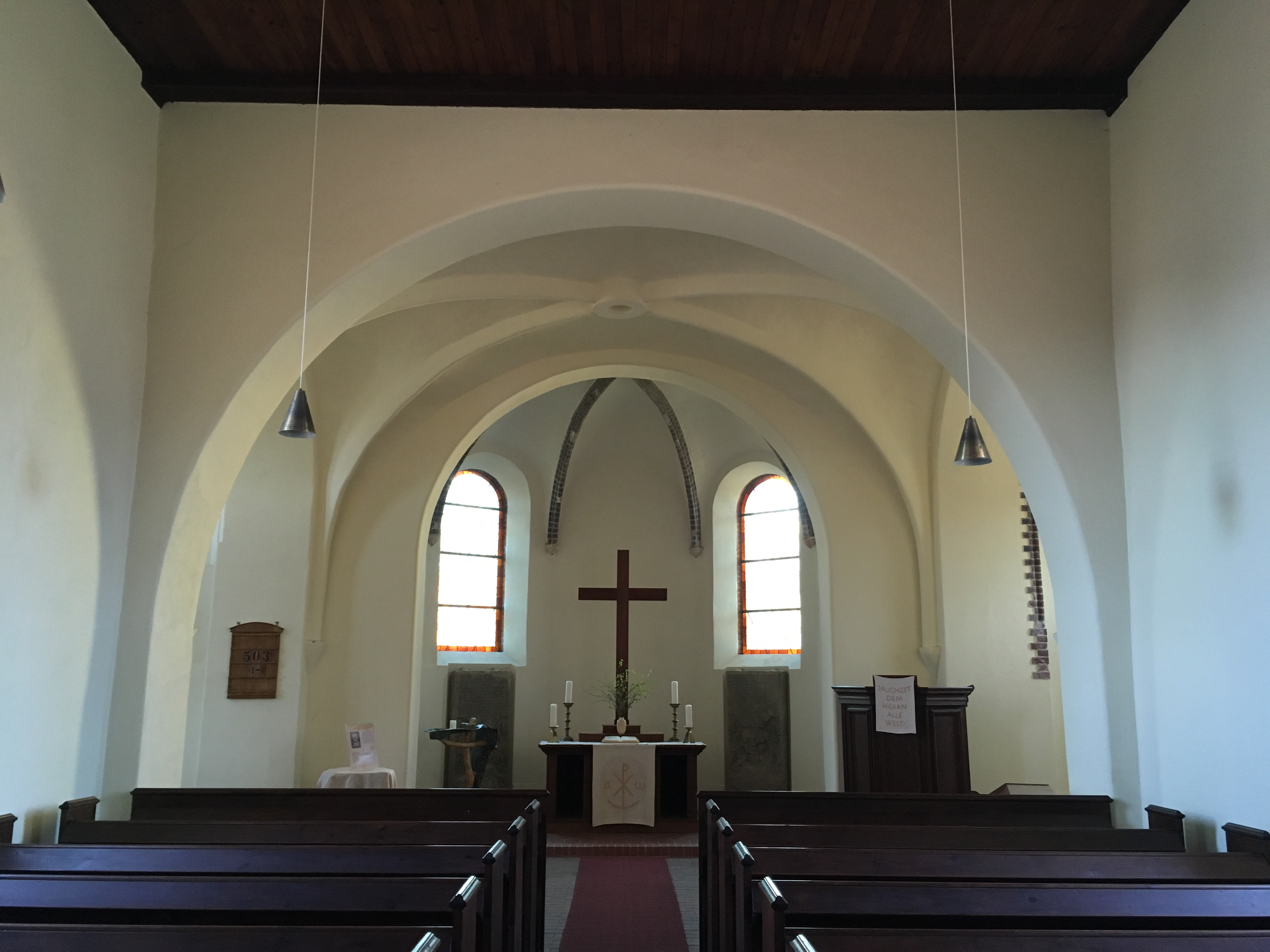
Innenraum, Blick nach Osten

Die Kirchenausstattung ist schlicht und einheitlich gehalten. Sie stammt aus den 1950er Jahren, nachdem die ursprüngliche Ausstattung im Zweiten Weltkrieg zerstört wurde.
Im Chor stehen vier Epitaphe aus dem ersten Viertel des 17. Jahrhunderts, die an die Familie von Minckwitz erinnern. Ein figürlicher Stein wurde für die 1619 verstorbene Barbara, geborene von Schombergk erstellt. Die anderen drei erinnern an Caspar Friedrich (gestorben 1615), Friedrich Magnus (gestorben 1615) sowie die 1620 verstorbene Barbara von Freyhofen.